# Молодіжна збірна Туреччини з хокею із шайбою
Молодіжна збірна Туреччини з хокею із шайбою — національна молодіжна команда Туреччини, складена з гравців віком не більше 20 років, що представляє країну на міжнародних змаганнях з хокею з шайбою. Опікується командою Турецька хокейна федерація.

## Історія
Молодіжна збірна Туреччини провела свій перший матч у 1997 році проти молодіжної збірної Нідерландів під час виступу на чемпіонаті світу серед молодіжних команд у Групі D. Зазнали поразки 1:32. У підсумку фінішували на останньому восьмому місці. Від збірної Нідерландів зазнали і найбільшої поразки у 1999 році 0:37. Наступна поява молодіжної збірної Туреччини на чемпіонаті світу датується 2003 роком у третьому дивізіоні. На цьому ж чемпіонаті турки здобули першу перемогу над збірною Люксембургу 14:1. Свою найбільшу перемогу здобули у 2006 році над збірною Вірменії 28:3. 
Після пропущеного чемпіонату 2009 року, поновила свої виступи у 2010 році та виступає з того часу в третьому дивізіоні. 

## Результати на чемпіонатах світу
| Рік   | Країна господар | Дивізіон | І   | В  | П  | Н | Ш         | О   | Місце   |  |
| ----- | --------------- | -------- | --- | -- | -- | - | --------- | --- | ------- |  |
| 1998  | Литва           | D - A    | 3   | 0  | 3  | 0 | 5 : 56    | 0   | 8 місце |  |
| 1999  | Югославія       | D - B    | 4   | 0  | 4  | 0 | 1 : 93    | 0   | 9 місце |  |
| 2003  | Туреччина       | III      | 4   | 2  | 0  | 2 | 26 : 16   | 4   | 3 місце |  |
| 2004  | Болгарія        | III      | 5   | 1  | 4  | 0 | 10 : 38   | 2   | 4 місце |  |
| 2005  | Мексика         | III      | 5   | 1  | 4  | 0 | 10 : 27   | 2   | 5 місце |  |
| 2006  | Литва           | III      | 4   | 2  | 2  | 0 | 35 : 40   | 4   | 3 місце |  |
| 2007  | Туреччина       | III      | 5   | 1  | 4  | - | 9 : 31    | 3   | 5 місце |  |
| 2008  | Сербія          | III      | 6   | 1  | 5  | - | 18 : 62   | 3   | 6 місце |  |
| 2010  | Туреччина       | III - B  | 5   | 1  | 4  | - | 20 : 36   | 3   | 6 місце |  |
| 2011  | Мексика         | III      | 6   | 3  | 3  | - | 36 : 33   | 9   | 4 місце |  |
| 2012  | Нова Зеландія   | III      | 4   | 0  | 4  | - | 1 : 38    | 0   | 5 місце |  |
| 2013  | Болгарія        | III      | 5   | 1  | 4  | - | 19 : 24   | 3   | 5 місце |  |
| 2014  | Туреччина       | III      | 5   | 2  | 3  | - | 10 : 24   | 7   | 4 місце |  |
| 2015  | Нова Зеландія   | III      | 4   | 1  | 3  | - | 7 : 15    | 3   | 5 місце |  |
| 2016  | Мексика         | III      | 6   | 0  | 6  | - | 20 : 15   | 6   | 6 місце |  |
| 2017  | Нова Зеландія   | III      | 5   | 5  | 0  | - | 25 : 8    | 15  | 1 місце |  |
| 2018  | Сербія          | D - B    | 5   | 1  | 4  | - | 13 : 30   | 3   | 6 місце |  |
| 2019  | Ісландія        | III      | 5   | 3  | 2  | - | 18 : 20   | 3   | 3 місце |  |
| 2020  | Болгарія        | III      | 5   | 3  | 2  | - | 17 : 11   | 9   | 3 місце |  |
| 2022  | Мексика         | III      | 5   | 3  | 2  | - | 22 : 20   | 9   | 5 місце |  |
| 2023  | Туреччина       | III      | 6   | 2  | 4  | - | 13 : 21   | 6   | 4 місце |  |
| 2024  | Болгарія        | III - A  | 5   | 2  | 3  | - | 15 : 19   | 6   | 4 місце |  |
| 2025  | Туреччина       | III - A  | 5   | 2  | 3  | - | 27 : 31   | 6   | 4 місце |  |
| Разом | Разом           | Разом    | 112 | 37 | 73 | 2 | 377 : 708 | 112 |         |  |